# René Rocher
René Rocher (5 de agosto de 1890 – 1990) fue un actor teatral y director de escena de nacionalidad francesa. 
Nacido en París, Francia, en 1923 dio su nombre al actual Teatro Comédie Caumartin. Entre 1928 y 1933 dirigió el Teatro Antoine, entre 1935 y 1943 el Théâtre du Vieux-Colombier, y entre 1940 y 1944 el Teatro de l'Odéon.
René Rocher falleció en 1990. 

## Teatro

### Actor
- 1913 : Las mujeres sabias de Molière, escenografía de Irénée Manget, Teatro Hébertot
- 1914 : Le destin est maître, de Paul Hervieu, Teatro de la Porte Saint-Martin
- 1917 : Les Noces d'argent, de Paul Géraldy, Comédie-Française
- 1918 : Lucrèce Borgia, de Victor Hugo, Comédie-Française
- 1919 : L'Hérodienne, de Albert du Bois, Comédie-Française
- 1920 : Hernani, de Victor Hugo, Comédie-Française
- 1920 : Maman Colibri, de Henry Bataille, Comédie-Française
- 1922 : L'Impromptu de Versailles, de Molière, Comédie-Française
- 1929 : L'Ennemie, de André-Paul Antoine, escenografía de René Rocher, Teatro Antoine
- 1933 : Trois pour 100, de Roger-Ferdinand, escenografía de Gabriel Signoret, Teatro Antoine
- 1936 : Elizabeth, la femme sans homme, de André Josset, escenografía de René Rocher, Théâtre du Vieux-Colombier
- 1937 : Les Borgia, famille étrange, de André Josset, escenografía de René Rocher, Théâtre du Vieux-Colombier

### Director de escena
- 1924 : Le singe qui parle, de René Fauchois, Comédie Caumartin
- 1927 : Ventôse, de Jacques Deval, Comédie Caumartin
- 1928 : J'ai tué, de Léopold Marchand, Teatro Antoine
- 1929 : Le Pêcheur d'ombres, de Jean Sarment, Comédie Caumartin
- 1929 : L'Ennemie, de André-Paul Antoine, Teatro Antoine
- 1930 : Bobard, de Jean Sarment, Teatro Antoine
- 1930 : La Petite Catherine, Teatro Antoine
- 1935 : Tartufo, de Molière, Théâtre du Vieux-Colombier
- 1936 : Elizabeth, la femme sans homme, de André Josset, Théâtre du Vieux-Colombier
- 1937 : Les Précieuses ridicules, de Molière, Théâtre du Vieux-Colombier
- 1937 : L'Appartement de Zoïka, de Mijaíl Bulgákov, Théâtre du Vieux-Colombier
- 1937 : Les Borgia, famille étrange, de André Josset, Théâtre du Vieux-Colombier
- 1938 : Septembre, de Constance Coline, Théâtre du Vieux-Colombier
- 1949 : Les Amants d'Argos, de Jean-Claude Eger, Teatro Verlaine
- 1950 : Mort pour rien, de Alfred Fabre-Luce, Teatro de l'Œuvre
- 1952 : Enfant du miracle, de Paul Gavault y Robert Charvay, Teatro del Apollo
- 1955 : La Monnaie de ses rêves, de André Ransan, Teatro du Grand-Guignol
- 1956 : Je suis seule ce soir, de André-Paul Antoine, Teatro du Grand-Guignol